# 一起玩同人
《一起玩同人》（あんぐら）是ちざきゃ的日本四格漫畫作品，於一迅社2008年2月號連載至2010年4月號。
作中關於合同誌作家的生活，有很多是來自作者自己的經驗。

## 故事簡介
共同生活型小公寓「河根莊」裡，住了好幾位女性合同誌作家。本作主要描寫唯一一個不是作家，而且又是男性的大學生小野塚啟太和女性作家們的熱鬧生活。

## 登場人物
小野塚啟太
河根莊房客，大學生。作中唯一的男性。頭髮和瞳色皆為深灰色。
和結衣是青梅竹馬，因為個性很容易被牽著走，常被結衣拖著到處跑，或是因為莫名其妙的原因挨打。
借給結衣的1萬元一直收不回來，常讓他覺得煩惱。
五十嵐結衣
河根莊房客。專科學校畢業，職業是美少女遊戲合同誌作家。將紅色頭髮束成馬尾，瞳色也是紅色，犬齒相當明顯。頸關節非常柔軟，能夠轉到正後方（看起來十分詭異）。
筆名為「五十嵐結」，筆名由來是小學時代和五十嵐彌生同班，為了和她區別，在寫上姓的時候會順便加上名的第一個字。
個性樂觀開朗，不過情緒起伏很大，在分鏡被打回票的時候會很沮喪。喜歡快樂結局的作品，如果原作的結局很令人難過，在合同誌中就會想把她改成快樂結局，但常被編輯用「不能和原作差太多」為由退回。
和啟太是青梅竹馬，基本上常把情緒發洩在啟太身上。
雖然是職業合同誌作家，但技巧還有待加強。分鏡的錯字、漏字很多，常因此讓編輯生氣，或是讓其他房客覺得很誇張。心算很差，賣700元同人誌時，收了1000元，差點就找400元出去。
房客中唯一完全手繪原稿的作家。其他房客建議她至少用電腦貼網點，不過她似乎沒錢買繪圖軟體。
欠啟太1萬元很久。在收到稿費時理應能夠還錢，不過她認為借錢是她和啟太間的羈絆，似乎沒有打算還錢。
宇佐美未來
河根莊房客。男性向合同誌作家，專門畫觸手漫畫。將金髮用髮圈綁成短短的雙馬尾，瞳色也是金色。
外表年幼，但實際上是房客中年紀最大的，似乎快要30歲了。
當合同誌作家已經很久，作品很受歡迎，支持者也很多，在同人誌即售會中是靠牆社團。
喜歡觸手的契機是高中和朋友到海邊玩時，朋友被其他遊客搭訕，自己卻因為幼兒體型，完全不被當成搭訕的對象，一個人在岸邊玩時發現海葵，並和海葵一起玩的緣故。現在非常熱愛觸手，寢具、枕頭是魷魚的形狀，棉被上有章魚花紋，同時睡衣上的帽子有海葵造型。幫忙別人畫原稿時，會偷偷在上面畫上觸手生物。
春日井陽菜
河根莊的房客。啟太就讀大學的學妹，是河根莊年紀最輕的房客，也是胸部最大的房客。留著卡其色長髮，瞳色亦為卡其色，並戴著樸素的紅色髮圈與圓形眼鏡。
個性內向，對學長啟太抱著淡淡的戀愛感情。
一邊讀大學，一邊兼任家用主機遊戲的合同誌作家。作家的資歷不長，其他房客認為她「太普通是優點也是缺點」。
八重樫莉緒
河根莊的房客，正太系合同誌作家。流著深藍色短髮，瞳色也是深藍色。
最沉默寡言的房客。不允許自己畫原稿偷懶，貼網點的技術高超。
喜歡正太是因為自己是獨身子，一直很想要有弟弟卻沒有實現，在學生時代得知正太系合同誌的存在，並從中發現到理想的弟弟類型。
進行正太系妄想，或是從窗邊俯視幼稚園中小男孩遊玩的情景時會大量流鼻血。之所以住在河根莊，是因為旁邊就是幼稚園。
五十嵐彌生
一開始並不是河根莊的房客，在同人誌即售會遇到結衣後才搬進來。是位完全使用電腦作畫的插畫家。雖然和結衣同姓，但兩人並不是親戚。
銀色長髮翹的非常嚴重，平常都戴著帽子掩飾自己誇張的髮型，甚至連洗澡時都得用毛巾包住頭髮。瞳色為紅色，是本作中少數髮色和瞳色顏色不同的角色。
小學時和結衣同班，為了讓自己的東西和結衣能夠區別，在寫姓的時候也會加上名字的第一個字，後來就變成他的筆名。
和結衣在小學時互相競爭，兩人關係不算好，畢業後就沒再連絡，後來因為某次同一作品的合同誌兩人封面幾乎相同而注意到對方存在，後來結衣跑到彌生參加的同人誌即售會而重逢，不過兩人見面的第一件事是互毆。
周圍認為兩人意氣投合、或是默契比雙胞胎還要好，不過兩人完全不這麼想。
東川
結衣的編輯，在「壹迅社」上班。留短髮，戴著細長眼鏡。
是名優秀的編輯者，知道該怎麼應付結衣。

## 本作舞台
河根莊
結衣等人居住的公寓，共用廁所、浴室和餐廳，房間主要是工作和睡眠的場所。
住戶幾乎都是合同誌作家。
旁邊就是幼稚園，這點深受莉緒喜愛。
浴室可以容納多人同時入浴，為避免入浴時男女互相碰面，在啟太入浴時，會在入口掛著「啟太入浴中」的牌子，不過熬夜過頭的結衣等人曾經無視牌子跑進去洗澡。

## 出版書籍

### 日文版
- 第1集（2009年6月22日發售・2009年7月5日初版發行） ISBN 978-4-7580-8045-3
- 第2集（2010年7月22日發售・2010年8月5日初版發行） ISBN 978-4-7580-8092-7

### 中文版
- 第1集（2011年4月6日發售） ISBN 978-986-10-6918-0
- 第2集（2012年4月19日發售） ISBN 978-986-10-9619-3